# Socjalistyczny Związek Studentów Polskich
Socjalistyczny Związek Studentów Polskich (SZSP) – organizacja studencka funkcjonująca w Polsce w latach 1973–1982.

## Charakterystyka
Powstała 27 marca 1973 roku poprzez scalenie działających na uczelniach kół Zrzeszenia Studentów Polskich, Związku Młodzieży Socjalistycznej i Związku Młodzieży Wiejskiej. Tego samego dnia zgłosiła akces do Federacji Socjalistycznych Związków Młodzieży Polskiej.
SZSP był organizacją masową i należeli do niego prawie wszyscy ówcześni studenci uczelni państwowych. 
Prowadziła działalność ideologiczno-propagandową, kulturalną oraz sportowo-turystyczną. W ramach działalności wydawniczej publikowała m.in. czasopisma „itd” i „Student”.
Była jedną z organizacji skupionych w FJN.
Została zawieszona w czasie stanu wojennego i rozwiązana w 1982 roku.